# Chorasan Południowy
Chorasan Południowy (pers. ‏‏استان خراسان جنوبی‎) – ostan we wschodnim Iranie. Stolicą jest Birdżand. Drugim znaczącym miastem jest Ferdous.
- powierzchnia: 95 385 km²
- ludność: 662 534 (spis 2011)

W 2018 roku oddano do użytku pierwszą elektrownię fotowoltaiczną o mocy 10MW. Jej koszt to 14 mln USD. Jest ona położona w mieście Khusf.